# Джуканович, Мило
Ми́ло Джу́канович (черног. Мило Ђукановић, МФА: [mǐːlɔ̝ d͡ʑǔkanɔ̝v̞it͡ɕ]о файле; род. 15 февраля 1962, Никшич, НРЧ, ФНРЮ) — черногорский государственный и политический деятель. Бывший лидер Демократической партии социалистов Черногории. С небольшими перерывами фактически руководил Черногорией с 1991 по 2023 год. Премьер-министр (1991—1998) и президент (1998—2002) Черногории в составе СРЮ; в 2003—2006, 2008—2010, 2012—2016 годах — вновь премьер-министр уже независимой республики Черногория. Президент Черногории с 20 мая 2018 по 20 мая 2023 года.

## Ранние годы
Родился 15 февраля 1962 года в Никшиче в семье судьи Радована Джукановича и его супруги Станы Джуканович (в девичестве Максимович), работавшей медсестрой. В семье кроме Мило также воспитывались старшая сестра Анна (род. 1960) и младший брат Ако (род. 1965). По окончании школы в Никшиче Мило поступил на экономический факультет Университета Черногории в Титограде, который окончил в 1986 году дипломированным экономистом в сфере туристической деятельности. В студенческие годы был заядлым баскетболистом.

## Политическая карьера

### Политическая карьера до 1991 года
В 1979 году, ещё школьником, Мило Джуканович вступил в Союз коммунистов Черногории (СКЧ). Его отец был влиятельным членом этой партии.
В 1989 году в возрасте 27 лет Мило Джуканович был избран в состав ЦК СКЧ. Вскоре вместе со своими соратниками Момиром Булатовичем и Светозаром Маровичем он оттеснил от власти в Черногории «старую гвардию», развернув кампанию так называемой «антибюрократической революции» при прямой поддержке председателя Президиума ЦК Союза коммунистов Сербии (СКС) и Президиума Социалистической Республики Сербия Слободана Милошевича и органов государственной безопасности. Хотя формально их триумвират не занимал ключевых должностей, они смогли расставить на важные государственные посты своих людей.

### Премьер-министр в 1990-е годы
В декабре 1990 года Булатович стал первым президентом Черногории, а двумя месяцами позже Джуканович стал первым премьер-министром Черногории.
В 1991 году СКЧ был реорганизован в Демократическую партию социалистов Черногории (ДПСЧ), председателем которой стал Джуканович (эту должность он занимает до сих пор).
В первые годы премьерства Джукановича Черногория участвовала в осаде хорватского города Дубровник и борьбе разваливавшейся Югославии с Хорватией. Джуканович поддерживал эту осаду и делал весьма острые заявления в адрес Хорватии. Так, он заявил, что возненавидел шахматы из-за клетчатого герба Хорватии. Весьма активное участие Черногории в осаде Дубровника было продиктовано тем, что республика была намерена расширить свои границы за счёт присоединения этого города после его падения.
После образования СРЮ в апреле 1992 года Черногория вошла в это государство в качестве широкой автономии с собственными президентом, правительством и парламентом.
Во время войны в Боснии и Герцеговине Черногория оказывала некоторую поддержку СРЮ, на что позитивно реагировал Джуканович.
С середины 1990-х годов Джуканович стал выступать за ещё большую автономию Черногории в рамках СРЮ и стал негативно относиться к политике президента Сербии Милошевича. После подписания Дейтонских соглашений охарактеризовал их как «антисербские». При этом имел различные контакты с США, с представителями которой даже говорил о возможности выхода Черногории из СРЮ. После того, как в 1997 году Милошевич стал президентом СРЮ, его отношения с Джукановичем ещё сильнее осложнились.

### Президент в 1997—2001 годах
На президентских выборах в октябре 1997 года одержал победу над бывшим соратником Булатовичем и был избран президентом Черногории с результатом 50,8 % голосов (результаты второго тура выборов, состоявшегося 19 октября 1997 года). В ходе выборов и предвыборной кампании заявлял, что добьётся более уважительного отношения к Черногории со стороны сербских политиков. В должность президента Черногории вступил 15 января 1998 года. До 5 февраля 1998 года сохранял должность премьер-министра. Его преемником на этом посту стал Филип Вуянович.
Во время военной операции НАТО «Союзная сила» (март-июнь 1999 года), вызванной войной в Косове, пытался ограничить ущерб Черногории от бомбардировок, для чего вёл телефонные переговоры с президентом Франции Жаком Шираком и его американским коллегой Биллом Клинтоном.
В 2000 году Черногория отказалась от использования югославского динара. Валютой республики стала немецкая марка (в 2002 году её заменило евро). В том же году Джуканович извинился перед гражданами Хорватии за участие Черногории в осаде Дубровника.
После так называемой «Бульдозерной революции» Джукановичу стало труднее обосновывать право Черногории на максимально широкую автономию в составе СРЮ и даже на выход республики из состава федерации. С 2002 года участвовал в переговорах с руководством Сербии и СРЮ о реорганизации СРЮ в конфедерацию и о праве Черногории провести референдум о независимости после формирования этой конфедерации. В итоге в феврале 2003 года был образован Государственный союз Сербии и Черногории (ГССЧ), а вошедшие в неё республики получили право на проведение референдума о независимости три года спустя.

### Премьер-министр в 2000—2010-е годы

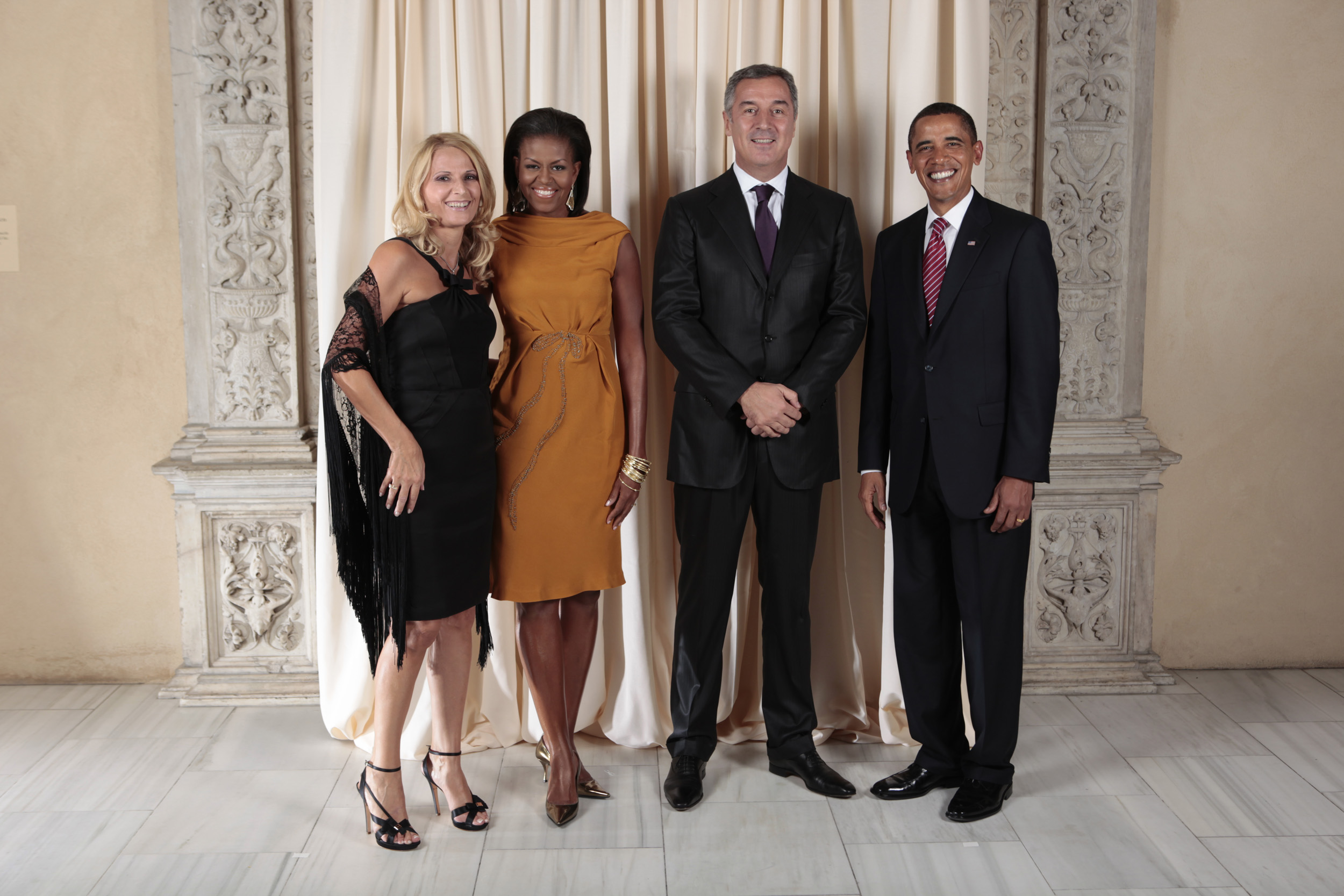
Встреча с президентом США Бараком Обамой в 2009 году.

Не стал участвовать в президентских выборах в декабре 2002 года, вместо этого договорившись об обмене должностями с премьер-министром Вуяновичем. Покинул пост президента 25 ноября 2002 года, даже не дождавшись президентских выборов. С 8 января 2003 по 10 октября 2006 года — вновь премьер-министр Черногории. Один из основных инициаторов проведения референдума о независимости и выхода Черногории из ГССЧ в 2006 году.
С 5 июня по 10 ноября 2006 года — исполняющий обязанности министра обороны Черногории.
В октябре 2006 года подал в отставку с поста премьер-министра Черногории. Его преемником стал Желько Штуранович. Вопреки заявлениям об «усталости» от политики не порвал с политикой и участвовал в составлении Конституции Черногории.
После того, как Желько Штуранович подал в отставку 31 января 2008 года, 20 февраля Джуканович был рекомендован на этот пост президентом Вуяновичем. Находился в должности с 29 февраля 2008 года по 29 декабря 2010 года. При третьем премьерском сроке Джукановича Черногория довольно быстро признала независимость Косова и усилила контакты с Европейским союзом (ЕС) и НАТО.
Вновь стал премьер-министром 4 декабря 2012 года, проработав на этой должности до 28 ноября 2016 года. 17 октября 2016 года заявил о победе свой партии на парламентских выборах. На пресс конференции после выборов он подтвердил заявленный ранее курс на вступление Черногории в ЕС и НАТО. 26 октября 2016 года представитель ДПСЧ объявил о предстоящей отставке Джукановича, не называя причин. 28 ноября 2016 года Джуканович прекратил исполнение обязанностей премьер-министра. Сменил его Душко Маркович.

### Президент независимой Черногории
Участвовал в президентских выборах 15 апреля 2018 года, в рамках которых победил в первом же туре с результатом 53,90 % голосов. В должность президента вступил 20 мая.
Второе президентство Джукановича ознаменовалось ухудшением отношений с Сербией, конфликтом с Сербской православной церковью, что стало причиной массовых протестов. Также при втором президентстве Джукановича Черногория столкнулась с пандемией COVID-19. В рамках парламентских выборов 30 августа 2020 года произошло ухудшение положения ДПСЧ.
Во время президентства Джукановича Черногория добилась значительного прогресса на пути вступления в ЕС, став одной из наиболее перспективных стран для вступления (планируется в 2025 году).
Джуканович выдвинулся для участия в президентских выборах в Черногории, которые прошли 19 марта 2023 года. По результатам голосования вышел во второй тур, в котором уступил Якову Милатовичу.

## Попытка государственного переворота в Черногории 16 октября 2016 года
В конце октября 2016 года премьер-министр Сербии Александр Вучич сообщил, что в Черногории на время сразу после выборов, на 16 октября, готовился государственный переворот, который был предотвращён; он заявил: «Арестованные нами лица действовали в координации с иностранцами. Существуют неопровержимые доказательства, что определённые лица следили буквально за каждым шагом премьера Черногории и информировали об этом других людей, которые должны были действовать в соответствии с их инструкциями. Мы нашли у них €125 тыс., специальную униформу, другие вещи. За премьером Черногории следили с помощью самого современного оборудования». Согласно прессе Сербии, несколько граждан РФ были депортированы из Сербии «за участие в подготовке террористических акций в Черногории». В ноябре Прокуратура Черногории назвала имена россиян, которые подозреваются в подготовке покушения на Мило Джукановича и попытке государственного переворота.
В феврале 2017 года спецпрокурор Черногории заявил, что следствие имеет доказательства причастности военной разведки России к попытке переворота и убийства Джукановича. В мае 2017 года Джуканович и ряд других черногорских политиков были включены в санкционный список России.
5 февраля 2021 года Апелляционный суд отменил обвинительные приговоры двум россиянам, а также другим фигурантам по делу о попытке госпереворота в 2016 году и отправил дело на пересмотр. Суд пришел к выводу, что приговор 2019 года был вынесен с серьёзными нарушениями законодательства, и постановил, что новое разбирательство должно пройти с участием других судей. В решении суда говорится, что совершение подсудимыми преступлений, в которых их обвиняли и признали виновными, не было доказано.

## Семья
Женат на Лидии Куч, имеет одного ребёнка.

## Награды
- Медаль Азербайджанской дипломатической академии (2014)[17].
- Орден Государственного флага Албании (Албания; июль 2016).
- Копия ключа от города Тирана (Албания).
- Золотая медаль Парламента Греции (2022)[18].
- Золотой орден «Друг Азербайджан» (журнал «Мой Азербайджан», 2024)[19].